# Le Chenal
Le Chenal (titre original : The Reach) est une nouvelle de Stephen King parue en 1985 dans le recueil de nouvelles Brume mais ayant été publiée pour la première fois en novembre 1981 dans le magazine Yankee.

## Résumé
Stella Flanders, 95 ans, est la plus vieille habitante de l'île de la Chèvre, au large des côtes du Maine, sur laquelle elle est née et a vécu toute sa vie, n'ayant jamais traversé le chenal qui la sépare du continent. Atteinte d'un cancer qui lui ronge lentement l'estomac, elle commence à avoir des visions de gens qu'elle a connus et qui sont morts depuis longtemps, dont Bill, son défunt mari, qui l'invite à venir les rejoindre.
Ces apparitions devenant de plus en plus fréquentes, elle se décide à traverser enfin le chenal qui est pris par les glaces. Sur le chemin, le vent lui enlève son chapeau et Bill apparaît pour lui donner le sien. D'autres morts de l'île viennent les rejoindre et tous se mettent à chanter pour accompagner son dernier voyage. Stella Flanders est retrouvée morte de froid assise sur un rocher sur le rivage du continent. Son fils reconnaît que le chapeau qu'elle porte était celui de Bill. 

## Genèse
La nouvelle a été initialement publiée en novembre 1981 dans le magazine Yankee sous le titre Do the Dead Sing? (les morts chantent-ils ?). Dans la postface de Brume, Stephen King écrit que l'idée lui en a été donnée par une histoire que lui a raconté son beau-frère Tommy, un garde-côte.

## Thème
L'universitaire Michael R. Collings, spécialiste de l'écrivain, la considère comme « la meilleure histoire jamais racontée par King, toutes longueurs confondues », « une histoire à propos de la mort qui surgit dans la vie, un conte sur la perte et le chagrin qui se mélangent sans heurts avec la joie et le rétablissement ». Stephen Spignesi estime que cette « histoire poignante fonctionne aussi bien au niveau littéral qu'au niveau symbolique », les images de cette tranche de vie réaliste du Maine rural « pouvant aisément être interprétées en tant que métaphores du voyage vers la transcendance et la dualité malédiction/bénédiction de la mort ». Dans une interview datant de 2008, King place Le Chenal parmi ses nouvelles favorites car c'est celle qui restitue le plus fidèlement le Maine qu'il connaît.

## Distinctions
Le Chenal a remporté en 1982 le prix World Fantasy de la meilleure nouvelle.